# 天津灌汤包
天津灌汤包为中國天津市的著名小吃。作为天津传统的中华名吃，天津灌汤包以“皮薄馅大、口味醇香、18个摺、肥而不腻、鲜香可口、荤素搭配、色泽金黄、清香上口”而著称。